# Viva a Noite
Viva a Noite foi um programa de auditório das décadas de 1980 e 1990 e menor parte dos anos 2000, apresentado por Augusto Liberato, o Gugu, transmitido pelo SBT durante a maior parte dos anos 80 e início dos anos 90 e comandado pela cantora baiana Gilmelândia, em sua única temporada feita em 2007.
O programa ficou marcado pelo grito do apresentador ao abri-lo e encerrá-lo: "Viva a Noite! Viva! Viva! Viva!" e pela "Dança do Passarinho".

## Histórico
Em 1982, Silvio Santos pediu que Nelly Raymond, uma importante diretora argentina, criasse um programa para os sábados à noite, e aos 16 de novembro do mesmo ano, em uma terça-feira, o Viva a Noite estreou na programação da então TVS.
A ideia do Viva a Noite surgiu da ideia de fazer um programa para os sábados a noite, que seria uma mistura do filme estadunidense Saturday Night Fever (1977), com os mexicanos Sábado Fiebre e Hoy Quién Danza es Usted. No início o programa era dividido em várias partes e apresentado também por nomes como Ademar Dutra, os radialistas Paulo Barboza e Paulo Lopes, o babalorixá Pai Jair de Ogum e Augusto Liberato, o Gugu que, após expressivas mudanças no formato do programa, se consolidou na apresentação do programa, sendo posteriormente dirigido por Homero Salles e por Roberto Manzoni, o Magrão.
O programa foi transferido para os sábados a partir de 12 de março de 1983. Augusto Liberato retornou ao SBT em 12 de março de 1988, também com a volta do Viva a Noite. Em 1989, entre os dias 7 e 21 de maio, o Viva a Noite virou quadro específico do Programa Silvio Santos nas tardes de domingo, mas a descaracterização do programa durante esse curto hiato faria com que no dia 27, o quadro voltasse como programa em seu horário tradicional, aos sábados à noite.
Com quadros como Sonho Maluco, Rambo Brasileiro e Baile dos Passarinhos, o programa se tornou um grande sucesso e deu fama a seu apresentador. Com Viva a Noite, o SBT conquistou a liderança de audiência nas noites de sábado, na maior parte do tempo enfrentando a sessão de filmes Supercine (Rede Globo) e o Perdidos na Noite (Rede Bandeirantes), comandado pelo jornalista e, posteriormente, principal concorrente às tardes de domingo, Fausto Silva, o Faustão. O programa saiu do ar no dia 4 de janeiro de 1992, quando foi substituído pelo programa Comando da Madrugada. O modelo original do Viva a Noite foi reaproveitado em parte no Domingo Legal.
Em 31 de março de 2007, o programa retornou a grade da emissora em uma versão mais moderna. Nessa fase, foi apresentado pela cantora baiana Gilmelândia, com reportagens do cantor e jurado Supla e do socialite Bruno Chateaubriand. A emoção tomou conta da apresentadora quando Gugu Liberato, apresentador da primeira versão, apareceu de surpresa no palco, relembrando os velhos e bons tempos do programa, com os quadros e as gincanas. Em 25 de agosto de 2007, o programa foi retirado da grade da emissora pela baixa audiência, que eventualmente perdia para o humorístico da Globo: Zorra Total.
Numa tentativa de reavivar a audiência, o programa foi transferido para o período da tarde, entrando no ar às 17h30 (horário anteriormente ocupado pelo também extinto reality show Quem Perde Ganha). A mudança de horário surtiu efeito e o programa chegava a registrar 7 pontos de média e garantindo a vice-liderança no horário, sendo o programa de maior audiência de sábado do SBT. Já que todos os outros programas da emissora tinham uma audiência acima de 6 pontos de média,[carece de fontes?] no dia 29 de dezembro de 2007 foi exibido o último programa, caracterizando a sua nova extinção, em grande parte devido aos altos custos de produção que o programa dava a emissora.

## Evolução do programa

### 1ª fase
Em 16 de novembro de 1982, o cenário era todo cinza, os músicos liderados pelo Maestro Zezinho, faziam parte do programa. O logotipo do programa estava presente na parte do cenário. As provas eram de casais e às vezes aconteciam momentos constrangedores durante as provas. A partir de 12 de março de 1983, o Viva a Noite foi transferido para os sábados para todo o Brasil através do SBT, pelo canal 4 São Paulo.
Esse programa foi o primeiro a trazer o grupo Menudo no Brasil, após lançar seu primeiro álbum em português, e, depois, foi lançado o grupo Dominó em 1984. Nessa época, Gugu usava um microfone similar ao do Silvio Santos. O logotipo da vinheta era desenhado uma lua minguante ao lado do título amarelado com o nome de Viva a Noite e com cena de fogos de artifício no fundo.

### 2ª fase
Em 1986, marcou-se uma das renovações do "Viva a Noite". O cenário muda e os músicos comandados por Maestro Zezinho deixaram a atração. Essa fase que mostra o trecho do primeiro bloco, é mostrada em um vídeo disponível no YouTube. No ano seguinte, o cenário sofreu por algumas modificações, passando a ter luz colorida de fundo, o desfiladeiro no meio da plateia e as bailarinas passaram a fazer parte dos programas. Nesta fase, havia um júri para algum concurso na época. Mara Maravilha, que depois se tornaria apresentadora infantil de sucesso no SBT, foi repórter do programa.
O que foi mais lembrado nessa mesma época, foi um "Sonho Maluco" em que Gugu se propunha a atravessar um túnel de fogo instalado na porta da TVS na Vila Guilherme. Mesmo paramentado, o apresentador sentiu-se mal depois da experiência, que foi produzida com todo aquele habitual clima de suspense e histeria.
A parte curiosa é que o SBT usava um único estúdio para gravar todos os seus programas de auditório no Teatro Silvio Santos, no Carandiru.
O logotipo do programa mudou para o mais simples (Por exemplo: A lua ao lado foi substituído por um contorno circular conforme o que foi exibido no cenário original de 1982). A Central de Produções do SBT com os estúdios da TVS, ficaram na Vila Guilherme.

### 3ª fase
Após breve e conturbada passagem do Gugu pela Globo em 1987, quando foi contratado para desbancar a audiência de Silvio Santos naquele ano, o apresentador foi recontratado pelo SBT, sem ter nem tempo de estrear seu então novo programa pela emissora carioca.
Em 1988, com a volta do programa, estreou seu novo formato. O cenário tinha um ambiente enorme dando dinamismo ao programa. O fundo tinha uma imagem de um planeta, há um arco de três contornos de luzes rosadas como em quase todo o cenário que era rodeado por coberto de peças brancas (assim como no palco que tinha três degraus), nas partes musicais, passou a ter tons iluminados. As bailarinas dançam em torno de um bambolê em movimento em quase todo o cenário. Nesta época, o programa era gravado nos Estúdios da TVS.
Entre os dias 7 e 21 de maio de 1989, o programa foi exibido às tardes de domingo, como um quadro dentro do Programa Silvio Santos. Não obstante, a descaracterização do Viva a Noite dentro do dominical faria com que, no dia 27 do mesmo mês, o programa voltasse ao seu dia e horário tradicionais (sábado, por volta de 21h30). O programa tinha uma nova vinheta, em que aparecia um planeta Terra, o logotipo do programa aparecia em cores douradas, e vista de cima várias pequenas casas de shows com o título do programa em cartaz, todas em torno dos prédios. Depois era transferida para o palco do programa.
Nesta fase, tinha novas competições protagonizados por artistas, em algumas edições os personagens apareciam no fundo do palco, entre eles os mascotes Bugalú, Passarinho, Mãozona e Olhão. No primeiro bloco, com o merchandising do caldo Maggi, era apresentado a Dança da Galinha Azul, com a mascote oficial da marca, uma galinha azul com detalhes em branco e bico vermelho. Esta fase marcou o fim do programa, já que Gugu, foi realocado para os domingos a tarde, período que apresentou o Domingo Legal (que estrearia em janeiro de 1993 e continua no ar, agora apresentado por Celso Portiolli). O programa acabou em 4 de janeiro de 1992, sendo substituído pelo Comando da Madrugada (tradicional programa jornalístico do falecido repórter Goulart de Andrade) e teria seu vácuo ocupado, posteriormente, pelo Sabadão Sertanejo (renomeado em 1997, apenas, como Sabadão).

### 4ª fase
O último cenário do programa teve apenas um ano, em 2007. O cenário era roxo, cheia de luzes (tanto na parede preta na parte da plateia quanto na passarela cruzada, cuja parte central redonda era composta luzes coloridas), com um conjunto de telas e dois globos de espelho, habitualmente usados em algumas festas. O programa nessa fase foi apresentado por Gilmelândia, cantora de axé music. Contava também com o cantor Supla e Bruno Chateaubriand, sobrinho-neto do magnata das comunicações e implementador da TV no Brasil, Assis Chateaubriand, no elenco.
A música-tema ganhou uma nova versão instrumental mais estilizada com a voz que dizia a frase "Viva, Viva, Viva a Noite!", o logotipo do programa que era apenas dourada nos anos 80 e 90, também ganhou algumas cores e personalização como a lua real e novas fontes com a cor rosa, preta e branca. Os mascotes Passarinho e Mãozona foram alternados para esta versão. A disputa tradicional entre homens e mulheres retornava, inicialmente com celebridades, logo depois com anônimos.

## Ficha técnica

### 1982-1988
- Apresentadores: Gugu Liberato, Ademar Dutra e Jair de Ogum
- Orquestra e Regência: Maestro Zezinho
- Tema de Abertura: Laerte Freire
- Direção Musical: Humberto Garin
- Produtores: Américo Luiz e Cecíla Tozatto
- Assistente de Produção: Ayda Barbosa, Flávio Carlini e Tadeu Piantino
- Secretária: Lilian Trajano
- Coordenação de Externa: Conde
- Coordenação de Produção: Fernando Meiantônio
- Edição de Imagens: Mário Marcovicchio
- Direção: Homero Salles
- Direção Geral: Nelly Raymond

### 1988-1990
- Apresentação: Gugu Liberato
- Produção: José Mariano, Silvana Moreno, Ivete Sangiácomo, José F. Salerno e Liminha
- Redação: Celso Lui
- Direção de Externas: Eduardo Linardi e André Barbosa
- Edição: Renato Gabriel
- Pós-Produção: Daniel Laureano Jr.
- Produção Geral: Walter Scaramuzzi
- Direção Geral: Roberto Manzoni

### 1990-1992
- Apresentação: Gugu Liberato
- Produção: José Mariano, Silvana Moreno, José F. Salerno, Ângela Karam e Liminha
- Redação: Milton Neves
- Direção de Externas: Eduardo Linardi
- Edição e Pós-Produção: Miojo Ribeiro e Iracema Marcantônio
- Produção Geral: Walter Scaramuzzi
- Direção Geral: Roberto Manzoni (Magrão)

### Assistentes de Palco
- Mariette Areco Detotto[2][11]
- Monica Poplawski
- Valquíria
- Fátima
- Rose Miriam Di Matteo[12]
- Flor Fernandez
- Gisele
- Roberta Tavares
- Alessandra Scatena
- Silvia Francheschi

### Algumas bailarinas do Viva a Noite
•Maria da Paz Kawai
•Angelica Kohmann
•Claudia Vogel
•Silvia Francheschi (que depois foi promovida a assistente de palco)
•Debora Galega
•Calu Blanca Zulauf
•Anne Cynthia
•Andreia
•Ana Paula 
•Katia Cristina
•Renata Brás
•Cristiane Paulino
•Luciara Junqueira
•Daiene Morais
•Déa Paulino
•Patricia dos Reis
•Andrea Sato
•Andrea Henry
•Eliane di Biasi
•Cássia Fernanda

### Coreógrafas
-Maria Lúcia Perozzi
-Lígia de Castro

### Repórteres[3]
- Christina Rocha
- Olga Renha
- Felisberto Duarte (Feliz)
- Rogéria
- Mara Maravilha
- Adhemar Dutra